# (552) Sigelinde
(552) Sigelinde – planetoida z pasa głównego asteroid okrążająca Słońce w ciągu 5 lat i 220 dni w średniej odległości 3,15 j.a. Została odkryta 14 grudnia 1904 roku w Landessternwarte Heidelberg-Königstuhl w Heidelbergu przez Maxa Wolfa. Nazwa planetoidy pochodzi od Sieglinde, bohaterki opery Walkiria Richarda Wagnera. Przed jej nadaniem planetoida nosiła oznaczenie tymczasowe (552) 1904 PO.